# Rancul
Rancul é um município da província de La Pampa, na Argentina.